# Le Congrès s'amuse (film, 1955)
Pour les articles homonymes, voir Le congrès s'amuse.
Pour plus de détails, voir Fiche technique et Distribution.
Le Congrès s'amuse (titre original: Der Kongreß tanzt) est un film autrichien réalisé par Franz Antel, sorti en 1955.
Il s'agit du remake du film allemand de 1931.

## Synopsis
À Vienne, les hommes d'État les plus haut placés se réunissent pour le congrès de Vienne. Le prince Metternich organise régulièrement des bals somptueux et d'autres événements conçus pour tenir les hommes d'État à l'écart des affaires politiques. Il envisage d'imposer la division de l'Europe selon ses idées. Une menace pour ce projet est attendue pour le lendemain, le tsar russe Alexandre, qui est aussi un coureur de jupons. Metternich était non seulement responsable de l'accueil somptueux du tsar, mais aussi de la comtesse féminine Ballansky pour sa distraction féminine : La danseuse Lydia doit faire tourner la tête du tsar.
À l'arrivée du tsar, la petite fabricante de gants Christl Weinzinger veut rendre le tsar heureux avec un bouquet de fleurs. Mais le carrosse passe trop vite, elle le jette à son passage. Le garde du corps, Bibikoff, estime que le bouquet est une bombe et arrête Christl. Le tsar Alexandre semble plutôt amusé et rend visite à Christl dans sa cellule. Elle pense avoir affaire au véritable lanceur de bombe et s'échappe avec lui de la cellule déverrouillée. Pendant ce temps, sur le balcon du palais du tsar, le sosie d'Alexandre, le buveur et fanfaron Uralsky, reçoit l'ovation du peuple à la place du tsar. Christl emmène Alexander dans sa chambre et veut le cacher à la police pendant quelques jours. Alexander aime d'abord son traitement. Quand il se rend compte qu'elle est sérieuse, il envoie un messager au palais de l'arrêter à la place de Christl. Bibikoff met personnellement Alexander "en garde à vue", ce qui suscite beaucoup de chuchotements dans la rue.
Christl craint que son invité ne soit banni en Sibérie. Grâce à son amie Babette, dont l'amant travaille à la cour comme cuisinier, elle demande à voir l'inconnu. Le tsar envoie maintenant une voiture à Christl, qui doit maintenant reconnaître le tsar lui-même dans le prétendu poseur de bombes. Elle pense qu'il se moque d'elle et s'enfuit. Ce n'est que lorsque Alexander lui rend visite dans son magasin et lui avoue qu'il l'aime, parce qu'elle l'a fait se sentir aimé pour lui-même, ils se retrouvent tous deux à nouveau.
Quand Bibikoff demande à Alexandre d'annuler un rendez-vous avec Christl pour la plus importante session décisionnelle du congrès, Alexandre se souvient de son devoir d'homme d'État. Il raconte à Christl, qui a appris du confident de Metternich, Pepi Gallinger, que le tsar sera avec Lydia. En réalité, Uralsky est avec Lydia, mais Christl pense que le tsar l’a trompée et s’enfuit à la campagne. Elle retourne à Schönbrunn pour danser avec d'autres femmes devant le tsar, mais encore une fois, c'est Uralsky qui assiste à la danse et ne reconnaît pas Christl. Ce n'est que maintenant qu'Alexandre intervient et Christl s'aperçoit que c'est encore le sosie et non Alexandre qui lui a fait du tort. Christl et Alexandre sortent ensemble, tandis que Metternich triomphe, il est désormais présent uniquement dans ses séances de prise de décision. Au moment où il veut prendre des décisions décisives, on lui dit que Napoléon est présent. Les hommes d'État partent maintenant à la hâte. Christl apprend également le débarquement de Napoléon et passe une dernière soirée avec Alexandre. Quand il apprend la nouvelle de Bibikoff, il dit au revoir à Christl. Même s'il lui a promis de revenir, Christl sait qu'elle l'a vu pour la dernière fois et le voit partir en pleurant.

## Fiche technique
- Titre : Le Congrès s'amuse
- Titre original : Der Kongreß tanzt
- Réalisation : Franz Antel assisté d'Arnfried Heyne et Rudolf Zehetgruber
- Scénario : Kurt Nachmann
- Musique : Werner R. Heymann
- Direction artistique : Isabella Schlichting, Werner Schlichting
- Costumes : Leo Bei, Gerdago
- Photographie : Georg Bruckbauer (de)
- Son : Max Vernoiy
- Montage : Arnfried Heyne
- Production : Erich von Neusser
- Sociétés de production : Cosmos Film Productions, Neusser-Film
- Société de distribution : Gloria Filmverleih
- Pays d'origine :  Allemagne
- Langue : allemand
- Format : Couleur - 2,35:1 - Mono - 35 mm
- Genre : Comédie
- Durée : 106 minutes
- Dates de sortie :
  - Allemagne : 19 décembre 1955.
  - Autriche : 13 janvier 1956.
  - Danemark : 3 septembre 1956.
  - Finlande : 30 novembre 1956.
  - États-Unis : 11 janvier 1957.
  - Suède : 28 janvier 1957.
  - Pays-Bas : 28 mars 1957.
  - Portugal : 7 mai 1957.
  - France : 9 septembre 1957[1].

## Distribution
- Johanna Matz : Christl Weinzinger
- Rudolf Prack : Le tzar Alexandre / Uralsky
- Hannelore Bollmann : Babette
- Marte Harell : La princesse Ballansky
- Jester Naefe : Lydia
- Hans Moser : Schoberl
- Josef Meinrad : Franzl Eder
- Gunther Philipp : Pepi Gallinger
- Karl Schönböck : Metternich
- Oskar Sima : Bibikoff
- Paul Westermeier : Franz
- Ernst Waldbrunn : Schabzigl
- Ilse Peternell : Lisel
- Raoul Retzer : Wachmann

## Source de traduction
- (de) Cet article est partiellement ou en totalité issu de l’article de Wikipédia en allemand intitulé « Der Kongreß tanzt (1955) » (voir la liste des auteurs).